# Forum pour la démocratie
Cet article concerne le parti politique néerlandais. Pour l'organisation albanaise, voir Forum pour la démocratie (Albanie).
Pour les articles homonymes, voir FVD.
Le Forum pour la démocratie (en néerlandais : Forum voor Democratie, abrégé en FvD ou FVD) est un parti politique néerlandais conservateur et eurosceptique fondé en 2016,.
Le parti souhaite restreindre l'immigration, organiser un référendum sur l'appartenance des Pays-Bas à l'Union européenne, ainsi que faire des bourgmestres, commissaires du Roi et du Premier ministre des fonctions dont les occupants sont choisis directement par les électeurs et non plus par un système indirect. Le parti plaide pour plus de démocratie directe, un gouvernement constitué d'experts dans leur domaine, ainsi qu'une administration nationale dont les cadres doivent être reconfirmés dès qu'un nouveau cabinet entre en fonction.
Il réussit à faire élire deux représentants à la Seconde Chambre aux élections législatives de 2017, avec Thierry Baudet et Theo Hiddema. Baudet est président et chef politique du parti, tandis qu'Hiddema est son vice-président. À l'occasion des élections provinciales de 2019, le Forum pour la démocratie réussit un tour de force en devenant la première force politique du pays. Lors des élections sénatoriales qui en découlent, il remporte douze sièges à la Première Chambre, ex aequo avec le Parti populaire pour la liberté et la démocratie (VVD) du Premier ministre Mark Rutte.

## Histoire

### Fondation et ascension électorale
Le Forum pour la démocratie est fondé en 2015, sous la forme d'un think tank, et émerge en participant activement à la campagne du « non » pour le référendum néerlandais sur l'accord d'association entre l'Ukraine et l'Union européenne. En septembre 2016, il se transforme en parti politique et annonce vouloir participer aux élections législatives de 2017.
À l'issue de ces élections, le Forum pour la démocratie entre aux États généraux en obtenant deux sièges (1,8 % des voix).
En mars 2017, le FvD compte environ 5 000 membres. La majeure partie des candidats parlementaires du parti n'ont alors aucune expérience active antérieure dans d'autres partis politiques. La liste des candidats comprend des médecins spécialistes, des experts financiers ou encore un membre des forces armées,.
En mars 2019, le FvD devient la première force politique aux Pays-Bas en remportant les élections provinciales et sénatoriales. Il fait perdre sa majorité au Sénat au gouvernement de centre droit du Premier ministre, Mark Rutte et devient la première formation politique à la chambre haute avec 13 sièges. Aux sénatoriales du 27 mai, le FvD arrive en tête avec douze sièges.
Un peu plus d'un mois plus tard, les élections européennes permettent au FvD de remporter trois sièges de député européen et plus de 10 % des voix. 

### Démission de Thierry Baudet
Le 23 novembre 2020, le président du parti, Thierry Baudet, annonce qu'il quitte la présidence du FvD en raison d’une controverse concernant des messages antisémites, homophobes ou faisant l'apologie du régime nazi échangés par la section jeunes du parti, JFvD. Le vice-président Lennart van der Linden lui succède donc temporairement à la présidence du parti,. Le lendemain, le député Theo Hiddema annonce qu'il démissionne de son mandat de parlementaire. Le bureau du FvD affirme avoir pris « sans ambiguïté » et « jusqu’à nouvel ordre » ses distances avec la section jeunes du parti, qui n’est plus reconnue officiellement. 

### Réélection de Thierry Baudet et défections
Le 4 décembre 2020, Thierry Baudet annonce qu'à l'issue d'un référendum interne au parti, 76 % des membres ont voté pour son maintien à la présidence. À la suite de ce résultat, les trois députés européens FvD quittent le parti ainsi qu'un grand nombre de sénateurs et députés provinciaux.

### Opposition aux mesures Covid et succès aux élections législatives de 2021
Le parti fait campagne spécifiquement contre les mesures de confinement et les restrictions liées à la pandémie de Covid-19 et déjoue les sondages, remportant huit sièges et 5 % des voix lors des élections législatives de 2021.
Thierry Baudet adopte par la suite une rhétorique anti-vaccin et le FvD organise des démonstrations contre les politiques Covid du gouvernement.
En mai 2021, trois députés FvD quittent le parti en raison d'un poster controversé comparant l'occupation allemande des Pays-Bas avec la politique Covid du gouvernement Ceux-ci formeront par la suite le parti Belang van de Nederland.
Le 16 décembre 2021, un tribunal ordonne à Thierry Baudet de supprimer des tweets comparant les non-vaccinés aux juifs durant l'Holocauste.
Le 20 janvier 2022, Marcel de Graaff, député européen pour le PVV, rejoint le parti en raison de son positionnement vis-à-vis du vaccin, déclarant qu'il « ne veut plus être membre d'un parti qui encourage les gens à se faire vacciner ». Le Forum pour la Démocratie redevient désormais à nouveau représenté au Parlement européen.

### Reflux électoral
Lors des élections provinciales du 15 mars 2023, le parti s'effondre à 3,07 % et ne conserve plus que 15 sièges dans les assemblées provinciales. En conséquence, il voit sa représentation à la Première Chambre des États généraux réduite à 2 sièges lors des élections sénatoriales le 30 mai suivant. Lors des élections législatives du 22 novembre, le FvD totalise 2,23 % des voix et obtient 3 sièges de députés. Enfin, lors des élections européennes de 2024, le parti perd ses quatre sièges.

## Idéologie
L'un des principaux axes du parti est son combat contre ce qu'il perçoit comme étant l'existence d'un « cartel de partis » dans lequel les principaux partis se partagent le pouvoir, convergent vers les mêmes objectifs, tout en prétendant être des concurrents. 
Le parti prône la démocratie directe via des référendums contraignants, mais aussi l'élection directe des bourgmestres et du Premier ministre,. Le parti est également favorable à ce que le gouvernement se compose d'experts apolitiques et que les hauts fonctionnaires soient nommés à la formation d'un nouveau gouvernement.
De plus, le Forum pour la démocratie s'oppose à l'Union européenne et souhaite l'organisation d'un référendum portant sur le maintien des Pays-Bas dans l'Union européenne. Il adopte également un point de vue nationaliste, considérant que la culture néerlandaise doit être protégée. Il souhaite le rétablissement des contrôles aux frontières et la fin de ce qu'il perçoit comme étant une « immigration de masse »,. Cependant, malgré son opposition à l'immigration, le Forum pour la démocratie centre plus son discours sur des positions nativistes en réaction à « une attaque imaginaire contre les personnes ethniquement blanches et leur culture ». 
Sur le plan économique, le parti défend une économie libérale. Il est partisan de l'introduction d'une tranche d'imposition élevée pour tous, de l'abolition des taxes sur les dons et l'héritage et d'une simplification radicale des tranches d'imposition,. En outre, le parti est favorable à des investissements poussés dans les infrastructures numériques,. Le parti milite également pour une amélioration de l'éducation primaire et secondaire, en mettant l'accent sur la qualité du personnel enseignant notamment.
Son dirigeant Thierry Baudet a pris position contre la politique migratoire des gouvernements de centre droit de Mark Rutte qu'il accuse de mener une politique d'immigration « naïve »,.
Sur les questions environnementales, le parti est tenant d'une ligne climatosceptique.
Selon Foreign Policy, le Forum pour la démocratie se démarque du Parti pour la liberté en optant pour un style avec plus de prétentions intellectuelles.

## Résultats électoraux

### Législatives
| Année | Voix    | %    | Rang | Sièges  | Gouvernement |
| ----- | ------- | ---- | ---- | ------- | ------------ |
| 2017  | 187 162 | 1,78 | 13e  | 2 / 150 | Opposition   |
| 2021  | 523 083 | 5,03 | 8e   | 8 / 150 | Opposition   |
| 2023  | 232 963 | 2,23 | 11e  | 3 / 150 | Opposition   |

### Élections provinciales et sénatoriales
| Année | Voix      | %     | Rang | Sièges   | Gouvernements |
| ----- | --------- | ----- | ---- | -------- | ------------- |
| 2019  | 1 057 029 | 14,53 | 1er  | 86 / 570 | 2 / 12        |
| 2023  | 237 899   | 3,07  | 12e  | 15 / 572 | 0 / 12        |

### Élections européennes
| Année | Voix    | %     | Rang | Sièges |
| ----- | ------- | ----- | ---- | ------ |
| 2019  | 602 507 | 10,96 | 4e   | 4 / 29 |
| 2024  | 155 187 | 2,49  | 12e  | 0 / 31 |